# Brandon Cantu
Brandon M. Cantu (* 10. Mai 1981 in Vancouver, Washington) ist ein professioneller US-amerikanischer Pokerspieler. Er ist zweifacher Braceletgewinner der World Series of Poker und trägt den Spitznamen The Bounty Hunter (deutsch der Kopfgeldjäger).

## Persönliches
Cantu stammt aus Vancouver im US-Bundesstaat Washington. Er lebt in Las Vegas.

## Pokerkarriere

### Werdegang
Cantu kam in Folge des Moneymaker-Booms 2003 zum Poker. Er befasste sich im Fernsehen und Internet mit dem Spiel und machte eine Einzahlung bei einem Onlinepokerraum. Dort baute er sich langsam eine Bankroll auf.
Seine erste Geldplatzierung bei einem Live-Turnier erzielte Cantu im Juni 2006 bei der World Series of Poker (WSOP) im Rio All-Suite Hotel and Casino am Las Vegas Strip. Dort setzte er sich bei einem Turnier der Variante No Limit Hold’em gegen 2775 andere Spieler durch und gewann ein Bracelet sowie mehr als 750.000 US-Dollar. Im März 2008 siegte der Amerikaner beim Main Event der World Poker Tour in San José und sicherte sich eine Siegprämie von einer Million US-Dollar. Bei der WSOP 2008 war er erstmals beim Main Event erfolgreich und belegte den mit rund 250.000 US-Dollar dotierten 20. Platz. Im Juni 2009 landete er bei einem WSOP-Event auf dem zweiten Platz und gewann nur wenige Tage später sein zweites Bracelet mit dem Sieg bei einem Turnier in Pot Limit Omaha Hi/Lo, was ihm Preisgelder von mehr als 630.000 US-Dollar einbrachte. Mitte März 2010 setzte sich Cantu beim Wynn Classic im Wynn Las Vegas durch und sicherte sich den Hauptpreis von mehr als 360.000 US-Dollar. Ende September 2012 belegte er einen zweiten Platz bei der in Cannes ausgespielten World Series of Poker Europe und erhielt knapp 160.000 Euro. Seitdem blieben größere Turniererfolge aus.
Insgesamt hat sich Cantu mit Poker bei Live-Turnieren mehr als 4,5 Millionen US-Dollar erspielt.

### Braceletübersicht
Cantu kam bei der WSOP 59-mal ins Geld und gewann zwei Bracelets:
| Jahr | Buy-in (in $) | Turnier                                  | Teilnehmer | Preisgeld (in $) |
| ---- | ------------- | ---------------------------------------- | ---------- | ---------------- |
| 2006 | 1500          | No-Limit Hold’em                         | 2776       | 757.839          |
| 2009 | 1500          | Pot-Limit Omaha Hi-low Split-8 or Better | 0762       | 228.867          |